# نیتریلوتری‌استیک اسید
نیتریلوتری‌استیک اسید (به انگلیسی: Nitrilotriacetic acid) یک ترکیب شیمیایی با شناسه پاب‌کم ۸۷۵۸ است. و جرم مولی آن 191.14 g/mol می‌باشد. 